# Sebastian Hoeness
Pour les articles homonymes, voir Hoeness.
Sebastian Hoeness, né le 12 mai 1982 à Munich, est un ancien footballeur allemand reconverti entraîneur.
Il est le fils de Dieter Hoeness et le neveu de Uli Hoeness.

## Biographie

### Carrière de joueur
Sebastian Hoeness naît le 12 mai 1982 à Munich, dans la ville où son père, Dieter Hoeneß, est alors footballeur (puisqu'il joua au Bayern Munich entre 1979 et 1987) et où son oncle, Uli Hoeneß, en est alors le manager. Cependant, c'est à Ottobrunn, une petite ville au sud de Munich, que son père lui prend sa première licence de football. À la fin des années 80, il arrive dans le club de la ville de Grötzingen non loin de Karlsruhe, où son père travaille comme responsable marketing dans une société d'informatique depuis qu'il a mis un terme à sa carrière de footballeur professionnel.
Sebastian Hoeneß intègre ensuite le centre formation du VfB Stuttgart au début des années 90 où il suit son père, devenu manager du club, sans pour autant y passer professionnel. Non conservé par le club du Bade-Wurtemberg, il s'engage en 1999 avec la réserve du Hertha Berlin où il suit encore une fois son père qui vient fraîchement d'être nommé vice-président. Après sept saisons passées avec la réserve du Hertha, il prend le pari de s'engager avec la formation du TSG Hoffenheim, club repris en main récemment par un riche entrepreneur allemand, Dietmar Hopp, avec l'ambition d'arriver jusqu'en Bundesliga. Cependant il n'y joue que très peu et retourne à Berlin à la fin de saison.
En juin 2010, il met un terme à sa carrière de footballeur amateur.

### Carrière d'entraîneur
En 2011, il s'essaye au métier d'entraîneur et devient entraîneur de la catégorie des moins de 19 ans du Hertha Zehlendorf, un des nombreux clubs de la ville de Berlin.
En 2014, il rejoint le jeune club du RB Leipzig, créé en 2009 par la firme Red Bull, comme entraîneur des moins de 15 ans et plus tard des moins de 17 ans.
En 2017, son oncle et président du Bayern Munich, Uli Hoeness, le fait venir au club pour devenir l'entraîneur de la catégorie des moins de 19 ans évoluant en A-Junioren Bundesliga et en UEFA Youth League. C'est un événement puisqu'alors âgé de 35 ans, c'est la première fois qu'il met les pieds au Bayern Munich, club où son père et son oncle ont pourtant œuvré pendant tant d'années.
En 2019, il est nommé entraîneur de la réserve tout-juste promue en 3. Liga. De là va s'en suivre une saison remarquable, puisque malgré son statut de club II et de club promu, Sebastian Hoeneß va hisser les siens jusqu'à la première place du championnat lors de la 33e journée pour ne plus la quitter. À la fin de saison, la réserve du Bayern devient donc championne d'Allemagne de troisième division. C'est la première fois qu'une réserve remporte la 3. Liga. Cependant, la réserve du Bayern Munich ne pourra pas être promue en Bundesliga 2, puisque les règlements de la Fédération allemande de football autorisent les réserves à évoluer seulement jusqu'en troisième division.
Le 27 juillet 2020, il est nommé entraîneur du TSG Hoffenheim. Il remplace Alfred Schreuder récemment limogé.
Le 17 mai 2022, il est licencié par le TSG Hoffenheim.
Le 3 avril 2023, il est nommé entraîneur du VfB Stuttgart

## Statistiques
| 2019-2020             | Bayern Munich II      | 3. Liga               | Champion              | 38  | 19  | 8  | 11 | -   | -       | - | - | - | - | -  | -       | - | - | - | - | 38  | 19 | 8  | 11 |
| Sous-total            | Sous-total            | Sous-total            | Sous-total            | 38  | 19  | 8  | 11 | -   | -       | - | - | - | - | -  | -       | - | - | - | - | 38  | 19 | 8  | 11 |
| 2020-2021             | TSG Hoffenheim        | Bundesliga            | 11e                   | 34  | 11  | 10 | 13 | DFB | 2e tour | 2 | 1 | 0 | 1 | C3 | 1/16 f. | 8 | 5 | 2 | 1 | 44  | 17 | 12 | 15 |
| 2021-2022             | TSG Hoffenheim        | Bundesliga            | 9e                    | 34  | 13  | 7  | 14 | DFB | 1/8 f.  | 3 | 2 | 0 | 1 | -  | -       | - | - | - | - | 37  | 15 | 7  | 15 |
| Sous-total            | Sous-total            | Sous-total            | Sous-total            | 68  | 24  | 17 | 27 | -   | -       | 5 | 3 | 0 | 2 | -  | -       | 8 | 5 | 2 | 1 | 81  | 32 | 19 | 30 |
| 2022-2023             | VfB Stuttgart         | Bundesliga            | 16e                   | 8+2 | 3+2 | 4  | 1  | DFB | 1/2 f.  | 2 | 1 | 0 | 1 | -  | -       | - | - | - | - | 12  | 6  | 4  | 2  |
| 2023-2024             | VfB Stuttgart         | Bundesliga            | 2e                    | 34  | 23  | 4  | 7  | DFB | 1/4 f.  | 2 | 2 | 0 | 0 | -  | -       | - | - | - | - | 22  | 14 | 1  | 6  |
| Sous-total            | Sous-total            | Sous-total            | Sous-total            | 44  | 28  | 8  | 8  | -   | -       | 4 | 3 | 0 | 1 | -  | -       | 0 | 0 | 0 | 0 | 34  | 21 | 5  | 8  |
| Total sur la carrière | Total sur la carrière | Total sur la carrière | Total sur la carrière | 136 | 61  | 30 | 45 | -   | -       | 9 | 6 | 0 | 3 | -  | -       | 8 | 5 | 2 | 1 | 151 | 71 | 32 | 49 |

## Palmarès
| Bayern Munich II (1)                                  |
| ----------------------------------------------------- |
| - Championnat d'Allemagne de D3 (1) - Champion : 2020 |
| VfB Stuttgart (1)                                     |
| - Coupe d'Allemagne (1) - Vainqueur : 2025            |